# Halima Benbouza
Halima Benbouza, née à Batna en Algérie, est une biologiste algérienne spécialisée en biotechnologie végétale.
Au début de sa carrière, ses projets de recherche se focalisent sur la génétique des plantes du genre des cotonniers "véritables" dont le nom scientifique est Gossypium. Au fur et à mesure, ses projets s'élargissent à des thématiques de santé publique, bioéthique et conservation.

## Biographie
Née à dans la ville de Batna dans le nord-est de l'Algérie, Halima Bendouza a beaucoup voyagé à travers l'Algérie pendant son enfance dû au métier de son père.
Elle a poursuivi ses études primaires et secondaires à Ouargla et Batna entre 1977 et 1986, puis s'est inscrite à l’université de Batna. S'orientant en premier lieu vers des études de médecine, elle a changé d’avis pour faire de l'agronomie, bien que cette discipline soit moins promue auprès des jeunes femmes algérienne à l'époque.
Elle évoque ouvertement ses études et sa carrière scientifique en tant que femme algérienne dans une interview pour Agya (Arab-German Young Academy of Sciences and Humanities). Elle cite notamment son ancien directeur de thèse, Pr. Guy Mergeai comme source d'inspiration. Elle cite également l'ouverture d'esprit de ses parents, qui l'ont beaucoup soutenu face à certains comportements sexistes et discriminatoires lors de ses études post-licences et de sa carrière. Elle mentionne aussi le Dr. Jodi Sheffler qu'elle rencontre en post-doctorat à l'ARS comme femme chercheuse modèle. Elle dit avoir beaucoup travaillé tout au long de ses études et de sa carrière et rappelle l'importance d'accepter les défis, d'être courageuse et ne pas avoir peur des échec.
En 1996, elle obtient un diplôme d’ingénieur, major de sa promotion, à l’université de Batna. Bénéficiaire d’une bourse d’études de la Coopération Technique Belge (CTB), elle gagne Liège et son université pour des études de deuxième cycle universitaire en génétique et ingénierie biologique à Gembloux Agro-Bio Tech.
Après un DEA en génétique et reproduction végétale obtenue en 2000, Halima Benbouza se voit attribuer une bourse d’études de doctorat par le Secrétaire d’État belge à la Coopération qui lui permet de poursuivre, toujours à Gembloux Agro-Bio Tech. Elle obtient son doctorat en 2004 avec une thèse sur la génétique moléculaire et l’amélioration des plantes.
Elle poursuit ensuite avec un post-doctorat de 2 ans, toujours à Gembloux Agro-Bio Tech, en collaboration avec la société Dow AgroSciences aux Etats-Unis, ainsi qu'avec le support d'un centre de recherche agronomique, l’Agricultural Research Service (ARS), à Stoneville dans l’État du Mississippi (équipes du Dr. Jodi Scheffler). Son principal projet de recherche est sur les plantes cotonnières. Plus précisément elle cherche à évaluer les potentialités d'introgression des gènes de résistance au flétrissement du champignon Fusarium depuis la plante G. sturtanium envers la plante G. hirsutum. Elle conduit ses recherches en utilisant des hybrides de ces plantes.
Halima Benbouza rentre en Algérie en 2007. Elle enseigne alors à l'Institut des Sciences Vétérinaires et Agronomiques de l'Université de Batna-1, en donnant plusieurs cours et en ouvrant une école doctorale. Autrice et critique pour de nombreuses publications scientifiques, elle encadre aussi des étudiants en deuxième cycle universitaire.
En avril 2010, le Ministère de l'Enseignement supérieur et de la Recherche scientifique (MESRS) algérien la nomme à la direction du Centre de Recherche en BioTechnologie (CRBT) de Constantine. Elle a alors pour principale mission de démarrer le centre, premier du genre en Algérie, et de mettre en place son organisation administrative, technique et scientifique, puis d’ouvrir d’autres entités de recherche à travers le pays. Elle prend ses fonctions en mai 2010 pour les arrêter en 2016,.
Halima Benbouza fut également nommée présidente de la Commission Intersectorielle Santé et sciences du Vivant et membre du Conseil National Algérien pour l’Evaluation de la Recherche. Puis nommée représentante de l'Algérie dans la Commission intergouvernementale de Bioéthique de l'UNESCO.
En 2013, Halima Benbouza est nommée par le premier ministre algérien en tant que présidente du comité de pilotage du projet Pharma BioTech.
En 2014, elle reçoit le Prix de la Meilleure femme scientifique du monde arabe « Woman in Science Hall of Fame » décerné par le Département d’État américain,.
Halima Bendouza est également consultante dans nombre d’organisations nationales et internationales d’éducation en biosûreté, biosécurité et bioéthique. Depuis 2015, elle est ainsi membre du Comité exécutif du Congrès Pan Africain de l’éthique et bioéthique (COPAB). En 2020, elle a été choisie comme membre de la Commission nationale d’éthique et de déontologie au Ministère de l'Enseignement supérieur et de la Recherche scientifique (MESRS) algérien. Elle a de plus contribué comme experte au sein du département Santé de l’OMS. Enfin, elle travaille également sur la détection des OGM dans l’alimentation et met en place à cette occasion divers partenariats avec d’autres centres de recherche,.
En 2021, elle est nommée directrice au sein du Conseil national de la recherche scientifique et des technologies (CNRST), une institution sous l’égide du Président de la République algérienne, créée en 2020 pour établir une stratégie nationale de recherche.

## Publications scientifiques
- 2004 : Thèse de doctorat sur la sélection et génétique des plantes[2]
- 2006 : Amélioration de la méthode d’extraction d’ADN au CTAB appliquée aux feuilles de cotonnier. H. Benbouza, J-P Baudoin, G. Mergeai [4]
- 2006 : Optimisation d'une méthode de coloration à l'argent fiable, rapide, peu chère et sensible pour détecter les microsatellites dans les gels polyacrilamides. H. Benbouza, J-M. Jacquemin, J-P. Baudoin, G. Mergeai[8]
- 2009 : Introgression du caractère des graines à faible teneur en gossypol et du caractère des plantes à haute teneur en gossypol dans la plante cotonnière G. Hirsutum : analyse de l'hybride trispécifique [(G. hirsutum × G. raimondii) × G. sturtianum] et de ses dérivés sélectionnés à l'aide de microsatellites. H. Benbouza, J-M. Lacape, J-M. Jacquemin et al.[9]
- 2015 : Evaluation de la diversité génétique parmi les cultures d'olive algérienne (Olea europaea L.) en utilisant les microsatellites. S. Abdessemed, I. Muzzalupo, H. Benbouza[10]
- 2022 : Le partage multilatéral informations de séquences numériques soutiendra à la fois la science et la conservation de la biodiversité. A.H. Scholz, J. Freitag, C.H.C. Lyal, et al.[11]
- Etc.

## Récompenses scientifiques
- 2009 : prix du Fonds Eric Daugimont et Dominique Van Der Rest, Grembloux Agro-Bio Tech[2].
- 2014 : prix de la meilleure femme scientifique du monde arabe « Woman in Science Hall of Fame » décerné par le Département d’État américain[3],[6].
- 2016 : prix de la « Culture du Mérite » décerné par le ministère de la communication algérien.
- 2016 : élue comme une des 6 meilleures femmes scientifiques africaines par le Forum du Prochain Einstein (NEF)[12]
- 2023 : prix au Elizabeth R Griffin (ERG) series lecture[13]